# Pjotr Nikolajewitsch Lebedew

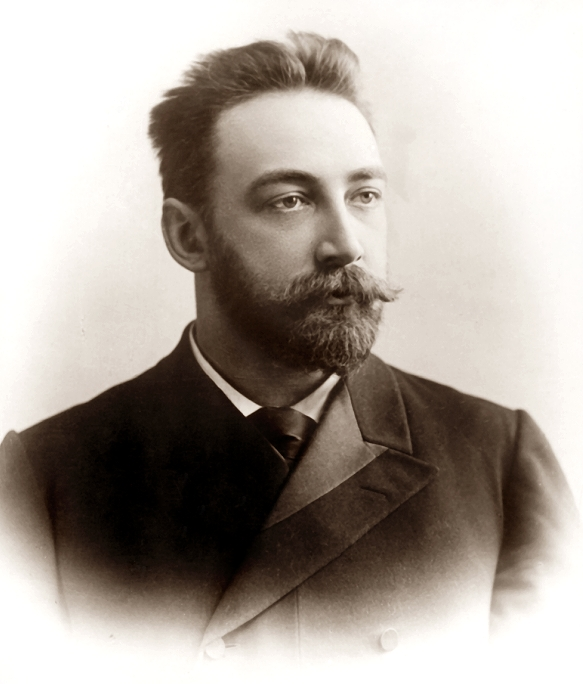
Pjotr Lebedew

Pjotr Nikolajewitsch Lebedew (russisch Пётр Николаевич Лебедев; * 24. Februarjul. / 8. März 1866greg. in Moskau; † 1. Märzjul. / 14. März 1912greg. ebenda) war ein russischer Physiker. Das Lebedew-Institut der Russischen Akademie der Wissenschaften ist nach ihm benannt.
Lebedew besuchte die deutsche Schule an der lutherische Moskauer Kathedrale St. Peter und Paul und studierte dann an der Kaiserlichen Moskauer Schule für Technik. Vor dem Abschluss ging er mit Geld seines Vaters zum weiteren Studium nach Straßburg. Lebedew studierte Physik bei August Kundt an der Universität Straßburg, wo er 1891 promovierte. 1890 weist er den Strahlungsdruck des Lichtes, das heißt den Druck der Sonnenstrahlen gegen die Erdoberfläche nach. 1895 wiederholte der russ. Physiker P.N. Lebedew die klassischen Hohlspiegelversuche von Heinrich Hertz mit hundertmal kürzeren Wellen (6 mm). 1900 wurde er Professor an der Lomonossow-Universität Moskau.
Lebedew konnte 1900 den Strahlungsdruck messen (für Sonnenlicht 0,7 mp/m²) auf Festkörper und Gase experimentell nachweisen und lieferte damit eine Bestätigung der Maxwell-Theorie der Elektrodynamik. Weiterhin erkannte Lebedew das Verhältnis von Strahlungsdruck und Anziehung für Kometen. Er forschte auch über die Doppelbrechung elektrischer Wellen und über das Erdmagnetfeld.
1910 wurde er zum korrespondierenden Mitglied der Göttinger Akademie der Wissenschaften gewählt.
1970 wurde ein Mondkrater nach ihm benannt.